# Alma (Michigan)
Pour les articles homonymes, voir Alma.
Alma est une cité située dans le comté de Gratiot, dans l’État du Michigan, aux États-Unis. Selon le recensement de 2000, sa population est de 9 275 habitants.

## Personnalités nées à Alma
- Betty Mahmoody, écrivaine américaine connue surtout pour son livre Jamais sans ma fille et pour sa lutte pour les droits des enfants.

## Source
- (en) Cet article est partiellement ou en totalité issu de l’article de Wikipédia en anglais intitulé « Alma, Michigan » (voir la liste des auteurs).